# میسوفونیا

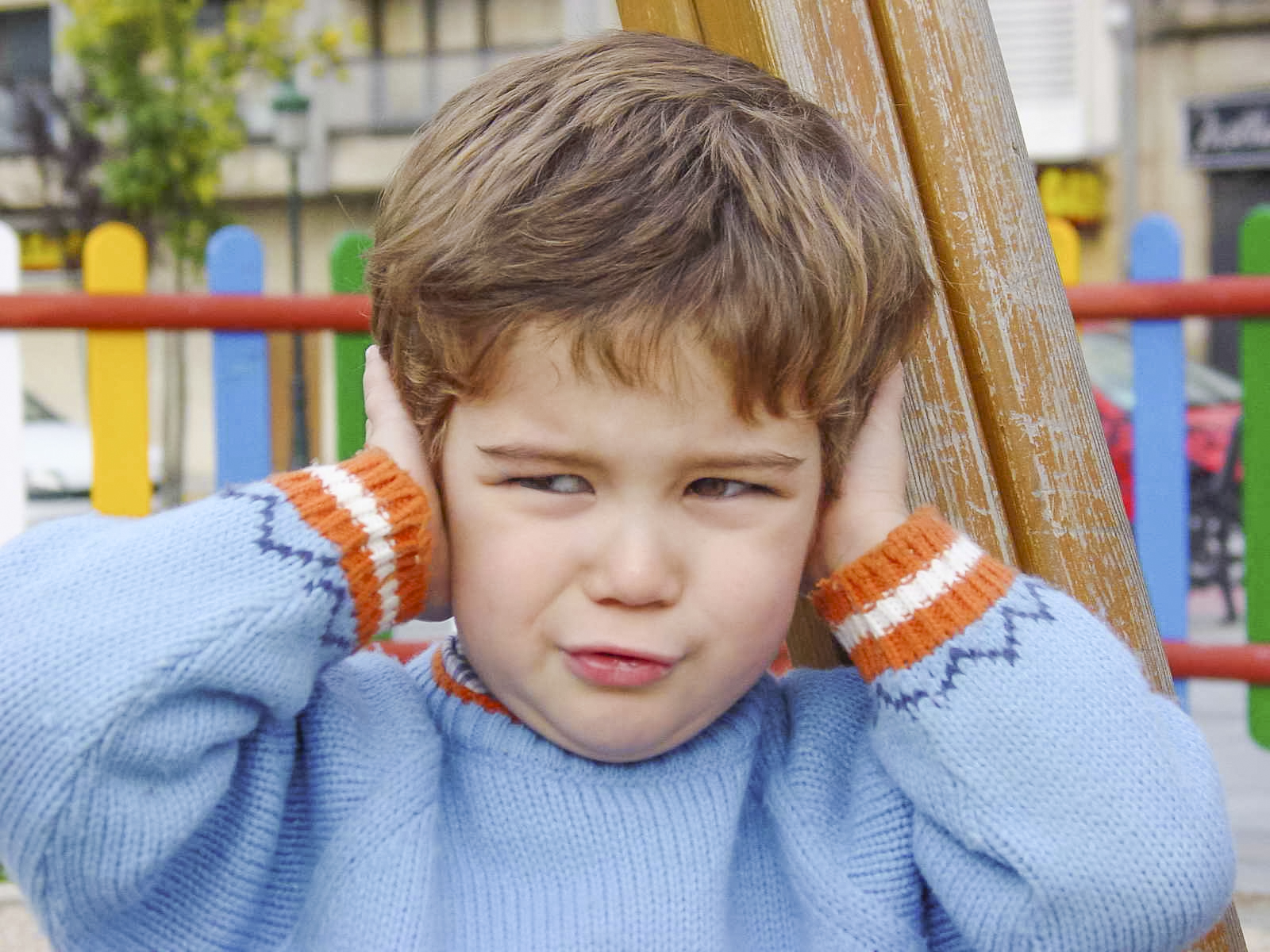
واکنش به سروصدا

میسوفونیا، صدابیزاری (به انگلیسی: Misophonia) یا تنفر از صدا، اختلالی عصبی است که فرد مبتلا به آن با شنیدن بعضی صداهای خاص دچار احساسات منفی شدیدی مانند عصبانیت، گریختن، تنفر و انزجار می‌شود. این صداها می‌توانند آرام یا بلند باشند. این اختلال، از ۲۰۰۱ که تعریف شده است تاکنون، هنوز در فهرست اختلال‌های عصبی معتبر دی‌اس‌ام-۵ یا منبع مشابه آن قرار ندارد.

## نشانه‌ها
مبتلایان به میسوفونیا معمولاً با شنیدن صداهایی مانند جویدن آدامس، تخمه شکستن، صاف کردن گلو، هورت کشیدن، سرفه یا فین فین کردن مداوم، تایپ کردن، خر و پف کردن یا صدای تق‌تق مداوم دچار عصبانیت شده و میل شدیدی به ترک محیط پیدا می‌کنند. محرک‌های دیداری مثلاً تکان‌های مداوم پا یا دست دیگران در اثر بی‌قراری، دیدن فرد در حال جویدن آدامس یا جویدن ناخن هم می‌توانند عامل تحریک عصبی این افراد شوند کسی که روی فلزی خش می‌اندازد و باعث احساسات بدی می‌شود
. هر فرد به دستهٔ خاصی از محرک‌ها حساسیت نشان می‌دهد و میزان حساسیت فرد به هر کدام از محرک‌ها متفاوت است.
این احساسات منفی می‌تواند از متوسط تا زیاد باشد و حتی به اضطراب یا عصبانیت تمام عیار تبدیل شود. همچنین احساس نیاز به ترک سریع مکان هم معمول است. فرد در مواجهه با محرک‌ها ممکن است دچار آشفتگی، حالت تدافعی یا تهاجمی شود. فرد ممکن است با تقلید و شکلک درآوردن، دور کردن خود از محرک یا نشان دادن خشم و عصبانیت به شخص ایجادکنندهٔ محرک واکنش نشان دهد.
بعضی افراد مبتلا به میسوفونیا تلاش می‌کنند تماسشان را با محل یا افراد و موقعیت‌هایی که آن‌ها را در معرض محرک‌ها قرار می‌دهند محدود کنند. متأسفانه این امر همیشه ممکن نیست. در بیشتر موارد نزدیکترین افراد به فرد مبتلا، ایجادکنندهٔ بدترین محرک‌ها (که در صدر آن‌ها صداهای ایجاد شده از دهان قرار دارد) هستند.
فرد مبتلا به میسوفونیا ممکن است روابط اجتماعی خود را محدود کند، تا جایی که روابط شخصی‌اش دچار مشکل یا حتی قطع شود. وجود محرک‌ها در محیط کار می‌تواند باعث شود فرد مبتلا ساعات کاری خود را کاهش دهد یا منجر به ترک شغل شود. افراد مبتلا ممکن است از واکنش‌های خود احساس گناه کنند، خودداری فرد از بیان مشکل برای خانواده و دوستان ممکن است آن‌ها را دچار سردرگمی کند زیرا این افراد نمی‌توانند بفهمند چرا فرد این احساسات منفی را نشان می‌دهد زیرا از نظر آن‌ها دلیلی برای چنین واکنش‌های قوی‌ای در این موارد وجود ندارد.
مکالمهٔ مداوم و باز افراد مبتلا با افراد خانواده می‌تواند باعث کاهش تنش شود. هر فرد به دسته خاصی از این محرک‌ها حساسیت نشان می‌دهد و نسبت میزان حساسیت فرد به هر کدام از محرک‌ها متفاوت است. اختلال این سندرم می‌تواند ژنتیکی باشد و علت آن، اختلال در عملکرد قشر سینگولیت و انسیولار مغزی است. این بیماری معمولاً قبل از بلوغ جنسی، بین سنین ۹ تا ۱۳ سال اتفاق می‌افتد و بروز آن در دختران بیشتر از پسران است.

## علل
دلیل ابتلا ناشناخته است و هنوز قطعاً مشخص نیست مشکل از کجاست. اما به‌طور کلی مشکلات عصبی، روان‌شناسی و ژنتیک در آن نقش دارند.
برخی تحقیقات نشان می‌دهد که میسوفونیا ژنتیکی است و بیشتر به صداهای دهانی مربوط می‌شود.
این اصطلاح در سال ۲۰۰۱ و در تمایز با اختلال هراس از صدا (فنوفوبیک) و برای کسانی به کار رفت که اعصاب‌شان با صدا تحریک می‌شد پیشنهاد شد. محققان معتقدند که نفرت از صدا، به خود صداها مربوط نمی‌شود. بلکه می‌تواند ناشی از خاطرات ناخوشایندی باشد که در کودکی برای فرد اتفاق افتاده است.

## تمایز از بیماری‌های مشابه
تفاوت میسوفونیا با فونوفوبیا یا هایپراکوسیس در این است که فرد مبتلا به شنیدن صداهای خاصی (و نه فرکانس‌های صوتی خاصی) هرچند آرام و کوتاه حساس است، بنابراین معمولاً مبتلایان به میسوفونیا قرار گرفتن در محیط‌های شلوغ و پر سر و صدا را که باعث حذف محرک‌ها می‌شوند ترجیح می‌دهند.

## درمان
استفاده از گوشی‌های عایق صدا، گوش دادن به موسیقی یا نویز سفید برای مواجهه با محرک‌ها معمول است.
در حال حاضر تحقیقات روی روش‌های درمانی مانند درمانِ شناختی رفتاری و درمان تمرین با وزوز گوش ادامه دارد.